# Кольберг (фільм)
«Кольберг» (нім. Kolberg) — німецький фільм 1945 року, поставлений режисерами Файтом Гарланом та Вольфгангом Лібенайнером, що оповідає про оборону Кольберга від французьких військ у 1806-07 роках, під час Четвертої Коаліційної війни.

## Сюжет
У центрі сюжету доля жителів невеликого німецького містечка Кольберг, розташованого на Балтійському узбережжі, який під час Наполеонівських воєн проти Пруссії, учинив французам запеклий опір. Комендант міста Лоукадоу (Пауль Вегенер) приходить до висновку, що становище міста безнадійне, а тому Кольберг потрібно здавати без бою. Тим часом бургомістр Неттельбек (Генріх Ґеорґе) закликає вести боротьбу до останнього солдата. Він доводить, що у виняткових ситуаціях потрібно удаватися до таких же виняткових заходів.
Племінниця Неттельбека Марія (Крістіна Зедербаум) розуміючи, що війна це суто чоловіча справа, все ж хоче допомогти ліквідовувати її наслідки. Заарештованому комендантом бургомістрові вдається через ґрати передати Марії листа, якого та повинна передати прусської королеві, що сховалась в Кенігсберзі. Марія проходить через фразцузькі позиції, за що королева Луїза (Ірена фон Майєндорф) проголошує її героїнею. Завдяки старанням Марії і її дядька в Кольберзі з'являється новий комендант — Ґнайзенау (Горст Ґаспар). Він займається наведенням ладу, підтримкою дисципліни і зміцненням морального духу городян. Щоб полегшити оборону міста, жителі Кольберга затоплюють його околиці, після чого сотні сімей залишаються без притулку.

## Зйомки
На зйомки фільму пішло два роки і вісім мільйонів рейхсмарок. Геббельс, який покладав на фільм великі надії, особисто стежив за знімальним процесом — починаючи від підготовки сценарію і закінчуючи монтажем стрічки. У своєму щоденнику він писав: «Я дуже багато чого чекаю від цього фільму. Він якнайкраще підходить до нинішнього військово-політичного ландшафту».
В цілому у зйомках було задіяно 187 тисяч статистів, серед яких були цілі дивізії вермахту. Було пошито 10 тисяч комплектів історичної уніформи, залучено 6 тисяч коней, а також доставлено ешелон солі, яка повинна була зображувати снігові замети. Саме місто Кольберг було повністю зведене поблизу Берліна. У кінці зйомок всю цю споруду було спалено.

## У ролях
| Актор               |   | Роль                                        |
| ------------------- | - | ------------------------------------------- |
| Генріх Ґеорге       | • | бургомістр Кольберга Йоахім Неттельбек      |
| Крістіна Зьодербаум | • | Марія Вернер                                |
| Густав Діссль       | • | Фердінанд фон Шилль                         |
| Хорст Гаспар        | • | генерал Ґнайзенау                           |
| Пауль Вегенер       | • | комендант Кольберга, полковник фон Лоукадоу |
| Отто Верніке        | • | селянин Вернер, батько Марії                |
| Яспар фон Ерцен     | • | Фрідріх                                     |
| Якоб Тідтке         | • | судновласник Гольнов                        |
| Пауль Більдт        | • | Ректор                                      |
| Чарльз Шаутен       | • | Наполеон I                                  |
| Йозеф Дамен         | • | Франц                                       |
| Клаус Клаузен       | • | Король Пруссії Фрідріх-Вільгельм III        |
| Ірена фон Мейєндорф | • | королева Пруссії Луїза                      |

## Факти
- Прем'єра фільму відбулася у Берліні 30 січня 1945 року. Після прем'єри його копія була скинута до фортеці Ла-Рошель, що перебувала в облозі союзних військ, де стрічку показали німецьким солдатам, які повинні були наслідувати у своїй мужності захисників Кольберга.